# 나이트 애프터 나이트 (영화)
《나이트 애프터 나이트》(Night After Night)는 영국에서 제작된 아치 메이오 감독의 1932년 드라마 영화이다. 조지 래프트 등이 주연으로 출연하였고 윌리엄 러배런 등이 제작에 참여하였다. 조연으로 출연한 메이 웨스트는 극의 분위기를 환기시키는 역할을 하는 자신의 대사들을 직접 썼다.

## 줄거리
전직 권투선수 조 앤턴은 근사한 밀주판매점을 열고, 모자란 교양을 보충하기 위해 예절 강사에게 상식, 화술, 독해력 등을 교습 받는다.
사교계 여성 제리 힐리는 이 밀주판매점이 들어온 건물에서 성장했으나 1929년 월스트리트 대폭락으로 집을 잃은 과거가 있다. 제리는 집에 대한 추억 때문에 술집의 단골이 된다.
조는 제리를 짝사랑하게 된다. 그러나 경제 사정으로 인해 속물이 된 제리의 속내를 알고 환멸을 느낀다.

## 출연

### 주연
- 조지 래프트 - 조 앤턴 역
- 콘스턴스 커밍스 - 제리 힐리 양 역

### 조연
- 윈 깁슨 - 아이리스 돈 역
- 메이 웨스트 - 모디 트리플렛 역
- 루이 캘헌 - 딕 볼턴 역